# Sky Tower (Tirana)
Der Sky Tower (albanisch auch Kulla e Vodafonit, deutsch Vodafone-Turm) in Tirana ist ein Hochhaus in der albanischen Hauptstadt. Er wurde um das Jahr 2000 erbaut und war damals mit 17 Stockwerken das höchste Gebäude Albaniens. Das Hochhaus liegt im Stadtzentrum im Ausgehviertel Blloku, das früher Wohngegend der kommunistischen Nomenklatura war. Zwischenzeitlich hat das Gebäude mindestens vier weitere Stockwerke erhalten.
Der Sky Tower wurde in einer Zeit erstellt, als Tirana rasant in die Höhe zu wachsen begann und zahlreiche Häuser mit mehr als zehn Stockwerken auf Stadtgebiet entstanden sind. Im Jahr 2002 noch nicht ganz vollendet, war das Restaurant im folgenden Jahr in Betrieb.
In den beiden ersten Stockwerken befindet sich ein Hotel mit 33 Zimmern. Die darüberliegenden Stockwerken werden als Büroräumlichkeiten genutzt oder beherbergen Wohnungen. Der bekannte Schriftsteller Ismail Kadare besaß im Sky Tower eine Wohnung. In einem Dachaufbau befindet sich Albaniens erstes Drehrestaurant, das bei Touristen beliebt ist, da sich von hier eine gute Aussicht über die Stadt bietet (seit April 2024 wiedereröffnet).
Später wurde in geringem Abstand von wenigen Metern ein neues, etwa gleich hohes Hochhaus errichtet.
Ab 2019/2020 wurde das Gebäude um mindestens vier Etagen aufgestockt, wobei das Drehrestaurant weichen musste. Der Umbau soll ohne Bewilligung erfolgt sein, worüber ein Streit zwischen Exponenten der größten Parteien Albaniens entbrannte. Die Höhe des Gebäudes mit 20 Obergeschossen wird seither mit 74 Metern angegeben.